# راي فيلبس
راي فيلبس (بالإنجليزية: Ray Phelps)‏ هو لاعب كرة قاعدة أمريكي، ولد في 11 ديسمبر 1903 في دنلاب في الولايات المتحدة، وتوفي في 7 يوليو 1971 في فورت بيرس في الولايات المتحدة.

## وصلات خارجية
- راي فيلبس على موقعبيزبول رفرنس.كوم (الدوري الرئيسي) (الإنجليزية)
- راي فيلبس على موقعبيزبول رفرنس.كوم (الدوري الثانوي) (الإنجليزية)